# Valacos de Bosnia-Herzegovina
Valacos de Bosnia-Herzegovina son los ilirios romanizados de Bosnia-Herzegovina, llamados también Morlacos (o Vlasi en lengua eslava). Actualmente no existen, ya que en Bosnia han prácticamente desaparecido desde los primeros siglos de la dominación turca en los Balcanes.

## Historia
Después de cinco siglos de dominación romana, la población de Bosnia-Herzegovina estaba completamente romanizada y mantuvo su característica de grupo étnico neolatino por varios siglos después de las devastadoras Invasiones bárbaras de los siglos VI y VII. Los bárbaros los llamaron «Vlachs» («Vlasi», «Vlah», «Walloons», etc..), es decir habitantes del «Vallum» defensivo del Imperio romano, que existía desde la desembocadura del Rin hasta la del Danubio. 
Aunque muchos fueron masacrados por los invasores ávaros y eslavos, algunos se refugiaron en los montes y altos valles de los Alpes Dináricos: ahí sobrevivieron practicando la pastoricia desde el inicio del Medioevo.

«Morlaco» era ciertamente un grupo autóctono de habitantes de Bosnia que se «eslavizó» entre los siglos XIV y XV.

En efecto, los valacos o morlacos de Bosnia-Herzegovina eran una población de pastores que vivieron en estos montes Dináricos (también conocidos como Balcanes occidentales), emigrando constantemente en la búsqueda de mejores pastos para sus rebaños de ovejas. Eran una mezcla de pobladores autóctonos romanizados y colonos romanos, que se desplazaban hasta Macedonia y el sur de los Balcanes. 
Hacia el año mil, este pueblo neolatino (llamado usualmente por los eslavos con el nombre «Vlasi») correspondía a la mayoría de la población en el área más montuosa de los Alpes Dináricos centrales (un área que actualmente coincide con la región de Sarajevo, donde todavía existen los montes «Romanija»). Actualmente en Bosnia noroccidental existen también los montes «Vlasi» cerca de la romana Banja Luka (nombre probablemente originario del neolatino «baños de San Lucas»), mientras que en Herzegovina hasta el siglo XIV existieron numerosas comunidades de Vlasi (como los Bobani, Gorni, Boljuni, Banjani, Bunjevci, etc.)

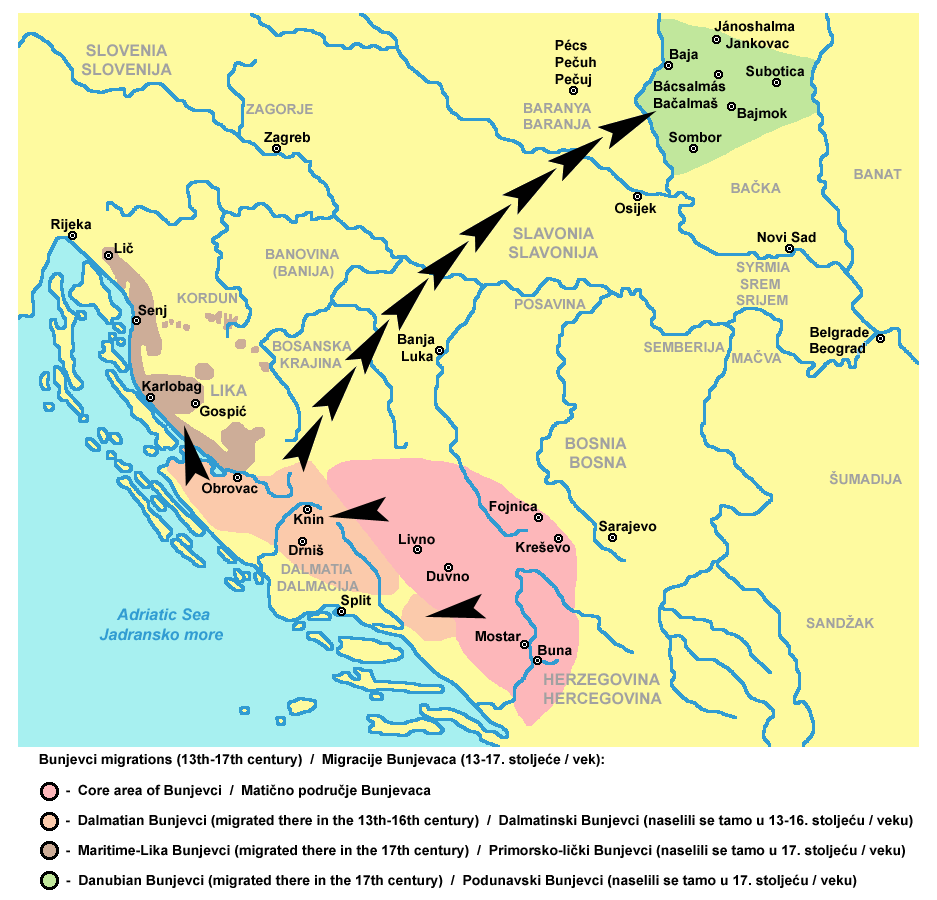
Migraciones de los Vlasi Bunjevci (siglos XIV-XVIII).

Después del año mil estos valacos de Bosnia-Herzegovina empezaron a usar la lengua eslava, aunque manteniendo muchas palabras neolatinas: las áreas donde actualmente se habla el dialecto «chacavo» de la lengua serbocroata parece ser poblado por descendientes de estos morlacos.
En estos siglos los vlachs de Konjic, en Herzegovina septentrional, crearon muchos «Stecci» de gran nivel artístico.
Estos son los principales grupos de Vlasi en Bosnia-Erzegovina, Montenegro y Serbia occidental en el siglo XIV: Banjani, Burmazi, Bogdaši, Kraisalici, Grabici, Drpani, Vlahovici, Mirilovici, Maleševici, Dragovici, Nenkovici, Perutinici, Pliske, Ugarci, Dobreci, Vragovici, Vucihne, Zuri, Hlapci, Zakovo, Bobani, Bogani, Ricani, Branisaljici, Burojevici, Bogcinici, Boljuni,
Drobnjaci, Germanovici, Ivice, Kresojevici, Krstici, Kutlovici y Pilatovci.
Con las invasiones turcas al inicio del Renacimiento, los morlacos de Bosnia-Herzergovina empezaron a desaparecer no solo lingüísticamente, sino también como grupo étnico, asimilados por los musulmanes y convirtiéndose en el núcleo principal de los actuales «Bosníacos». Muchos de ellos, como los Vlasi Binjevci, se refugiaron también en la Dalmacia veneciana (llegando hasta la italiana Istria). Hubo también un gran número de Vlasi que se refugiaron en la República de Ragusa, dando posiblemente origen -según académicos como Ciro Truhelka- a familias de mucho renombre local (como los antepasados de Ruggiero Boscovich).
En los tiempos de Napoleón ya no existían valacos en Bosnia-Herzegovina, pero había algunas localidades geográficas con nombres derivados de su presencia. Las más importantes eran:
- Romanija (una región montuosa al norte de Sarajevo)
- Vlasic (unos montes cerca de Banja Luka)
- Vlasenica (ciudad de la Romanija)
- Vlahinja (una pequeña ciudad al sureste de Mostar)

Probablemente algunos pastores valacos siguieron identificándose como «morlacos» hasta antes de la Primera Guerra Mundial, ya que algunos etnólogos los trataron de identificar (aunque infructuosamente, según el académico Noel Malcolm). Recientes estudios sobre estos pequeños grupos de apenas dos mil individuos, llamados Karavlachs de Bosnia, indican que son «casi» gitanos de religión ortodoxa (parcialmente mezclados con Aromunes) y que provienen de Romania

## Región de Sarajevo-Romanja
Recientemente, la memoria de los desaparecidos valacos de Bosnia-Herzegovina ha sido celebrada y elevada a nivel político-administrativo. 

En azul la Región Sarajevo-Romanja de la República Srpska.

En efecto, en 1996, en la parte serbia de la recientemente fundada Bosnia y Herzegovina ha sido creada una región administrativa que lleva el nombre valaco de Romanija: La Región de Sarajevo-Romanija
Esta región de Sarajevo-Romanija, también llamada «región de Sokolac», es una región que pertenece a la República Srpska: incluye sectores de Sarajevo, la capital de Bosnia y Herzegovina, y una región cercana conocida como montes de Romanija donde la población era mayoritariamente bosníaca (es decir, descendiente de valacos convertidos al islam por los turcos) en los tiempos de la desaparecida Yugoslavia. 
En el corazón de esta región serbo-bosníaca está la ciudad de Sokolac, con una población de aproximadamente 40.000 habitantes, incluyendo los pueblos de los alrededores. Otro importante asentamiento en la zona es la antigua ciudad romana de Pale, originalmente un remoto suburbio de la ciudad de Sarajevo, que se convirtió en uno de los más densamente poblados desde la guerra de Bosnia de 1992-1995.
Antiguamente la Romanija también incluía, hacia el Norte, a la Región de Vlasenica (poblada mayoritariamente por muchos bosníacos descendientes de valacos islamisados), donde acaeció la masacre de Srebrenica en el verano de 1995.